# 큐리옥스바이오시스템즈
큐리옥스바이오시스템즈(Curiox BioSystems Co., Ltd.)는 대한민국의 세포 분석 공정 자동화 기업이다.
본사는 서울 금천구 디지털로9길 41 삼성IT해링턴타워에 위치해 있다. 대표이사는 김남용이다.

## 제품
Laminar Wash 기술을 활용하여 세포 분석 공정 전반을
자동화하는 장비와 관련 솔루션을 판매하고 있다

## 상장
2023년 8월 10일에 기술 성장 특례를 적용한 기술 성장 기업으로 코스닥 시장에 상장하였다
공모가 1만 3천원에 공모가 기준 시가 총액은 1041억원이다

## 투자
2024년 운영 자금 조달을 위해 표면 이자율과 만기 이자율을 0%으로 전환가액은 4만2700원, 전환 비율은 100%에 200억원 규모의 전환 사채(CB)를 발행하였다

## 같이 보기
- 바디텍메드
- 바이오다인
- 얼라인드제네틱스

## 참고문헌
1. ↑  신현아, 상장 한 달 만에 주가 6배 뛰었는데…대표가 남긴 경고 신현아의 IPO그후, 한국경제, 2023년 9월 24일
2. ↑  이권구, 큐리옥스바이오, 'HT· Buffer Exchanger' 장비 중국 생명 공학 회사 판매 계약, 팜뉴스, 2023년 11월 2일
3. ↑  신민수, 키움증권 기업브리프 IPO보고서-큐리옥스바이오시스템즈, 2023년 12월 18일
4. ↑  박종선, IPO 예정 유진증권 보고서 큐리옥스바이오시스템즈, 2023.07.27
5. ↑  "큐리옥스, 세계 첫 '세포분석공정 자동화 플랫폼' 의료 소부장 기업", 히트뉴스, 2023년 7월 27일
6. ↑  서윤석, 큐리옥스바이오, 상장 첫날 ”33.31%↑ 마감”, 바이오스펙테이터, 2023년 8월 10일
7. ↑  한경상, 큐리옥스바이오시스템즈 주가 강세 200억 규모 CB 발행, 국제뉴스, 2024.07.24